# Латифа аль-Зайят
Латифа аль-Зайят (араб. لطيفة الزيات‎; 8 августа 1923, Думьят — 10 сентября 1996, Каир) — египетская общественная активистка и писательница. Наибольшую известность ей принёс роман «Открытая дверь», который был удостоен в 1996 году медали имени Нагиба Махфуза по литературе (это было первое вручение этой премии в истории).

## Биография
Латифа аль-Зайят родилась в средиземноморском египетском городе Думьят 8 августа 1923 года. В 1946 году она получила степень бакалавра английского языка в Каирском университете и степень доктора философии там же в 1957 году. Вместе с художницей Инджи Афлатун она стала в 1945 году одной из основательниц Лига молодых женщин университетов и институтов.
Она работала в качестве профессора английского языка в женском колледже при Университете Айн-Шамс и заведующей кафедрой английского языка в том же университете. Латифа аль-Зайят также занимала пост директора Египетской академии искусств.
Два романа Латифы аль-Зайят были переведены на английский язык: «Хозяин дома» и «Открытая дверь». Последний, опубликованный в 1960 году, был поразительно современным для своего времени, что касалось как использования разговорного египетского арабского языка, так и изображения политического и сексуального пробуждения главного героя. Действие романа начинается в 1946 году и заканчивается в 1956 году, в период Суэцкого кризиса. Он также был экранизирован в 1963 году, главную роль в фильме исполнила Фатен Хамама. Аль-Зайят также является автором множества эссе о женщинах, критических статей, рецензий на литературные произведения и очерков на политические темы. 8 августа 2015 года Google посвятил писательнице тематический рисунок, приуроченный к 92-й годовщине её рождения и отображаемый в его поисковиках во всех странах арабского мира.